# Milena Quaglini
Milena Quaglini   (Mezzanino, 25 de març de 1957 - Vigevano, 16 d'octubre de 2001) va ser una assassina en sèrie italiana. A la segona meitat dels anys noranta del segle XX va matar a tres homes que l'havien assetjat sexualment i havien abusat d'ella. Es va suïcidar a la presó mentre complia condemna. En els mitjans sensacionalistes se la va denominar "la vídua negra de Pavia".

## Biografia

### Infantesa i adolescència
Milena Quaglini va néixer en una família humil de Mezzanino, un petit poble agrícola prop de Broni, a la Llombardia rural. El seu pare, obrer en una fàbrica tèxtil, era un alcohòlic violent que sovint agredia físicament i psicològicament la seva mare i les seves filles. Aquesta dinàmica de violència domèstica va marcar profundament la infantesa de Milena, que des de petita va desenvolupar una personalitat reservada i una profunda desconfiança cap als homes. Després de completar els estudis secundaris en comptabilitat a Pavia a 19 anys, va fugir de casa per escapar de l'entorn tòxic, instal·lant-se primer a Como i després a Lodi.

### Vida adulta i família
A Lodi, va començar a treballar com a caixera en una botiga d'alimentació, però també va exercir com a cuidadora d'ancians i netejadora per a fer front a les despeses. El 1980, es va casar amb Enrico, un electricista amb qui va tenir un fill, Dario. La família va viure una etapa estable fins que Enrico va morir sobtadament el 1987 a causa de complicacions derivades de la diabetis. La pèrdua del seu marit la va enfonsar en una depressió greu, que va derivar en alcoholisme.
A principis dels 90, va iniciar una relació amb Mario Fogli, un camioner alcohòlic amb un passat de violència i obsessió possessiva. La parella, que va tenir dues filles juntes, es va implicar en el moviment polític de la Lliga Nord, participant en actes locals a favor de l'autonomia del Nord d'Itàlia. No obstant això, els problemes econòmics i els deutes de Fogli van tensar la relació, i després de diversos intents fallits de reconciliació, Milena va decidir traslladar-se a Este (Vèneto) el 1996. Allà, va treballar com a portera en un gimnàs municipal, on va començar a reconstruir la seva vida fins que els esdeveniments posteriors la van portar a la presó.

## Crims[3]
- Giusto Dalla Pozza, el 4 de novembre de 1995: Mentre treballava com a cuidadora de Giusto Dalla Pozza, un ancià de 83 anys adinerat i solitari de Pavia, aquest li va oferir un préstec de 4 milions de lires (uns 2.000 euros actuals) per ajudar-la amb les despeses mèdiques del seu fill. No obstant això, Dalla Pozza va intentar xantatge-la sexualment per retornar els diners. Durant una visita al seu domicili, l'home va intentar violar-la, i en l'enfrontament físic, Quaglini li va assestar un cop mortal al cap amb una làmpada de metall. Inicialment, la policia va atribuir la mort a una caiguda accidental, però després que Milena confessés el fet durant un interrogatori, el judici la va condemnar a 20 mesos de presó per “homicidi en legítima defensa excessiva”. El cas va reobrir el debat sobre la violència de gènere i les limitacions legals de l'autodefensa per part de les dones.
- Mario Fogli, 2 d'agost de 1998: Després de reconciliar-se amb Mario Fogli, la parella va tornar als conflictes violents. En una nit d'agost, després d'una baralla sota els efectes de l'alcohol, Milena el va estrangular amb una corda mentre ell dormia. Va trucar als carabinieri per confessar el crim, argumentant que actuava per por a una nova agressió. Durant el judici, els perits van diagnosticar-li un estat de “semimalaltia mental” derivat dels traumes acumulats i l'alcoholisme, cosa que va reduir la pena a 6 anys i 8 mesos de presó.
- Angelo Porrello, 5 d'octubre de 1999: Angelo Porrello, un home amb antecedents per abusos sexuals contra les seves pròpies filles, va respondre a un anunci de Milena on buscava companyia. Després de diverses cites, Porrello la va violar repetidament i amenaçar de fer mal a la seva família. Quaglini va planejar venjar-se: el va convidar al seu apartament, li va administrar tranquil·litzants barrejats amb alcohol i el va ofegar a la banyera. El cos, descobert dues setmanes després, va portar a la seva detenció definitiva.

## Judicis i presó
Durant el judici per l'assassinat de Porrello, Milena va declarar: “Vaig actuar com una fera acorralada”. Malgrat les campanyes de suport per part de grups feministes que la consideraven una víctima del sistema, va ser condemnada a presó perpètua (reduïda després a 30 anys). A la presó de Vigevano, va començar a pintar quadres expressionistes com a teràpia, alguns dels quals es van exposar en mostres locals. No obstant això, la depressió i el remordiment van persistir. El 16 d'octubre de 2001, va ser trobada penjada amb un llençol a la seva cel·la.